# Этимон
Этимо́н (др.-греч. ἔτυμον – верный) — первоначальное значение и форма слова; форма и значение слова, от которого произошло слово современного языка. Информация об этимонах содержится в этимологических словарях и словарях иностранных слов. Выявление этимонов является основной задачей этимологического исследования и играет значительную роль в изучении исторического развития языка, родства языков, древних субстратов, а также этногенеза.
Утрата этимона происходит вследствие деэтимологизации — разрыва связи с однокоренными словами, который может быть обусловлен следующими причинами:
- фонетические изменения (так, рус. перчатка исторически связано с перст 'палец'[3]);
- изменение семантических связей (рус. мешок образовано от мех, что связано с практикой использования звериных шкур для изготовления мешков), в том числе приводящее к переразложению (медв-едь > мед-ведь[1]);
- ложная этимология, вызванная случайным созвучием (связь слова ладушки с ладоши вместо лада 'милый').